# ヒス
ヒスはアニメ「宇宙戦艦ヤマトシリーズ」の登場人物。声優は山下啓介（『宇宙戦艦ヤマト』）、秋元羊介（『宇宙戦艦ヤマト2199』『宇宙戦艦ヤマト2202 愛の戦士たち』『宇宙戦艦ヤマト2205 新たなる旅立ち』）。
ガミラス帝国の副総統。ガミラス帝国のNo.2としてデスラー総統を補佐する。デスラーより年長ながら他の場面では部下の中で唯一「ヒス君」と君付けで呼ばれている。
名前はナチス・ドイツの副総統ルドルフ・ヘスに由来する。

## 宇宙戦艦ヤマト
第11話の字幕で「ヒス将軍」と表記されており、軍人であるとされている。
劇中には第4話より登場。第9話までは紫色の肌であり、出っぱり気味で血走った眼に険しい表情、短剣を胸に挿した褐色の軍服を着用していた（松本零士やひおあきらの漫画版ではこの服装のみ）。第11話からは、表情からやや険が取れ、他の将軍達と同じく青い肌に緑色の軍服を着用している。
性格は神経質で、デスラーに追従を交えた報告作業をするなど、巧言令色を使うようなところもあった。一方、第4話では「追い詰められた鼠は猫を噛む」（窮鼠猫を噛む）と述べ、ガミラスの首脳部で早くからヤマトの危険性を感じており、第24話のガミラス本星決戦で敗北をいち早く悟り和平交渉を進言している。
第24話におけるガミラス本星決戦では、戦況が有利に進んでいた際、デスラーに一息入れてもらおうと飲み物を差し出すが、「私は戦争をしているのだよ、副総統。私の一番楽しい時間をくだらん飲み物で邪魔しないでもらおう」と退けられる。その後、ヤマトが海底火山脈を波動砲で射ち抜いて発生させた大噴火によって地表が壊滅して形勢が逆転した際には、これ以上の戦いはガミラスの自殺行為であると理解し、ヤマトおよび地球との和平交渉を必死にデスラーに直訴するが、射殺される。
なお、米国放映版である『Star Blazers』では、米国内での暴力描写規制のため、デスラー（米国名はDesslok〈デスロック〉）による射殺シーンはなく、その後にも登場カット（ただし、他のシーンの流用）がある。米国版での名前はKrypt（クリプト）。

## リメイクアニメシリーズ
「レドフ・ヒス」というフルネームが設定され、『2199』では肩書きも「大ガミラス帝星副総統」に変更された。また、年齢も地球年齢換算で54歳相当と設定されたほか、旧作のように「将軍」と呼ばれる軍人ではなく、内務省出身の官僚に変更されている。容貌に大きな変更はないが、緑色の軍服ではなく、褐色の制服を着用している。
『2199』ではガミラス首脳部のNo.2で、植民惑星の管轄などの行政面で帝国の国家運営を支える優秀な官僚である。立場上は各省を配下に置き、軍事面以外のすべてを統括している。しかし、デスラーの顔色をうかがう態度を見た周囲からは「総統府の茶坊主」などと陰口を叩かれ、軽蔑されることが多いとされている。実権はほとんど軍政面での帝国No.2である国家元帥のヘルム・ゼーリックや親衛隊長官のハイドム・ギムレーに握られており、軍需国防相のヴェルテ・タランからは「副総統はお飾り」と第12話で評されている。

### 劇中での登場
宇宙戦艦ヤマト2199
第6話で初登場。副総統としての手腕を見せる描写は少なく、親衛隊の横暴を止められない、ゼーリックのクーデター未遂でも彼らの謀略に踊らされるなど、不遇な立場を強いられている。しかし、第23話で帝都バレラスに破壊の危機が迫った際には避難命令を発するなどの迅速な対応を見せたほか、国民に犠牲を強いるデスラーの方針に激怒し、彼を呼び捨てで罵倒する。避難する最中には、逃げ惑う臣民に突き飛ばされて気を失ったヒルデ・シュルツを抱きかかえて助けるなど、優しい一面も見せている。
ヤマトの波動砲によって九死に一生を得た後はスターシャと交信し、デスラーが死んだこと（実際には生き延びていた）や、地球にはもう何の執着もないことを伝える。そして最後にガミラスを救ったのは、イスカンダルが禁忌とする波動エネルギーを転用した兵器であることも付け加え、ヤマトの行為や地球を擁護する姿勢を見せる。デスラー失脚後は臨時首班となり、ガル・ディッツらとともに帝国を束ねていく。
旧作では死亡した人物であったが、本作では薮助治同様最後まで生き残った人物となった。
総集編『宇宙戦艦ヤマト2199 追憶の航海』のエンディングイラストでは、ヒルデとともに戦災孤児施設を慰問するシーンが描かれている。
なお、『宇宙戦艦ヤマト2199 星巡る方舟』にも、当初の脚本では物語冒頭のガミラスの近況が描かれているシーンがあり、そこで登場する予定だったが、本編尺の制限や製作期間の不足などから省略された（宇宙戦艦ヤマト2199 星巡る方舟#没シーンも参照）。豊田巧の小説版ではカットされずに描かれている。
宇宙戦艦ヤマト2202 愛の戦士たち
第15話の回想シーンで初登場。民主化を推し進める現政権において、内務省長官を務める。在地球大使としての表の顔を持つローレン・バレルなどの保安情報局関係者を使役し、デスラー体制派の指導者の正体を探っていた。
なお、制作開始当初は「表向き民主化を進めているが、裏ではデスラー体制派の影の指導者として暗躍している」と設定されていたが、「これではあまりにもヒスが悪人過ぎる」と判断されて没設定となり、その代わりとして前作の死亡キャラクターであるギムレーに白羽の矢が立てられ、ギムレーが負傷しながらも生存して再登場することとなった。
宇宙戦艦ヤマト2205 新たなる旅立ち
前作に引き続き、民主政府の首相として登場。引き取って育てていたヒルデ・シュルツを脱出させ、自身は崩壊するガミラス星から多くの市民を脱出させるべく指揮を執るが、そのために避難が間に合わず、マグマに呑み込まれて死亡した。

## 漫画版
ひおあきらの漫画版ではデスラーに面従腹背する野心家で、バラン星陥落の責任をロメル（アニメ版のドメルに相当）になすりつけて更迭し、腹心のゲル（アニメ版のゲールに相当）と共にデスラーを暗殺して総統の地位につこうとするが失敗し、ゲル共々銃殺される。